# Louis-Nicolas Clérambault
Pour les articles homonymes, voir Clérambault.
Louis-Nicolas Clérambault, né le 19 décembre 1676 à Paris, où il est mort le 26 octobre 1749, est un compositeur, organiste et claveciniste français de la période baroque.

## Biographie

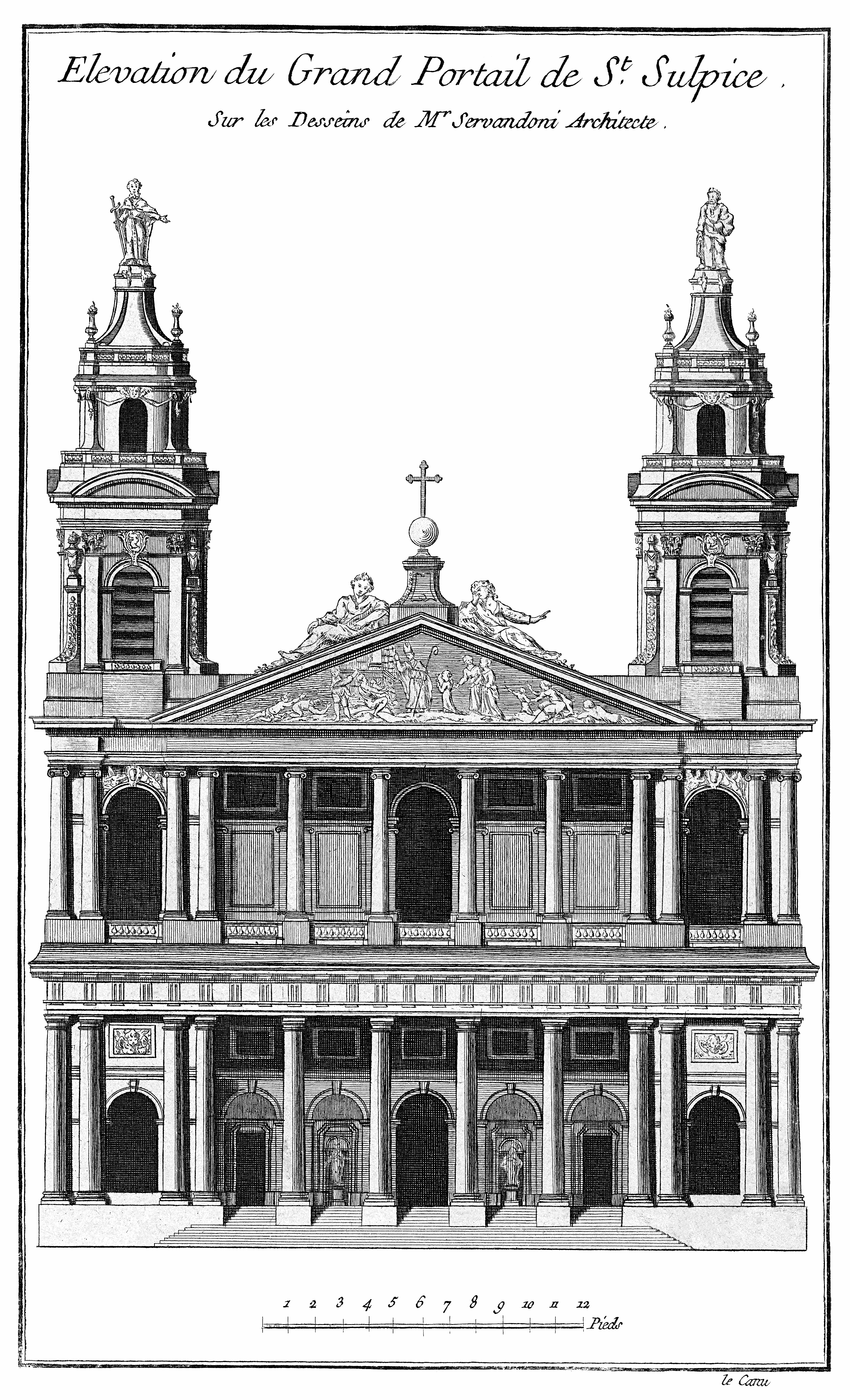
Façade de l'Église Saint-Sulpice de Paris.

Clérambault est le plus connu d’une grande famille de musiciens français où l’on se transmettait le métier de père en fils, attachée au roi depuis Louis XI. Avec son père Dominique Clérambault, il apprend très jeune le violon et le clavecin (il fera de même avec ses propres fils César François Nicolas et Évrard Dominique) ; à l'orgue, il est l’élève d'André Raison, organiste de l’abbaye de Sainte-Geneviève et des Jacobins de la rue Saint-Jacques. Il étudie aussi la composition et le chant avec Jean-Baptiste Moreau. En 1710, Louis XIV, ayant entendu une de ses cantates, en fut si content qu’il lui ordonna d’en composer plusieurs pour le service de sa chambre, et le nomma surintendant de la musique particulière de Madame de Maintenon. Organiste de l’église des Grands-Augustins depuis 1704, il succède à  Nivers mort en 1714, aux orgues de Saint-Sulpice et à la maison royale de Saint-Cyr, malgré l’obtention par ce dernier de la survivance de ce poste au profit de son neveu et héritier, Jean-Baptiste Totin. Il y est responsable de la musique, tient l’orgue, fait répéter les chants et les chœurs... C'est à ce poste, qui lui est confirmé après la mort de Madame de Maintenon, qu’il développe le genre de la « cantate française », dont il est le maître incontesté: il en a publié cinq livres parmi lesquels on trouve celle d’Orphée, qui a été très en vogue. Il succède en 1719 à son maître André Raison aux orgues de l’église des Grands-Jacobins. Il est connu pour être le premier maître de la sonate et de la cantate française, inspirées des modèles italiens, mais adaptées à l'esprit français, selon les principes de la « réunion des goûts » prônée par François Couperin. « S'il ne possède pas le génie ardent de Couperin, il est sans doute l'un de ceux qui réussissent la plus séduisante synthèse de la noblesse polyphonique française avec la souplesse lyrique et l'art du développement des Italiens, dans la tonalité d'une sensibilité gracieuse. »
Après la mort de Clérambault, son fils César François Nicolas lui succède aux orgues de Saint-Cyr, de Saint-Sulpice et des Grands-Jacobins. C'est un autre de ses fils, Évrard Dominique, qui succédera, par la suite, à César François.
Clérambault aurait composé Suite du Premier Ton et Grand Plein Jeu pour la franc-maçonnerie.

## Œuvres
- un grand nombre de pièces religieuses avec chants et chœurs : Airs spirituels et moraux, six livres de Motets, deux tomes de Chants et Motets à l'usage des dames de Saint-Cyr, un oratorio (Histoire de la femme adultère), Miserere, hymnes, Magnificat, Te Deum, etc. ;
- plus de vingt-cinq cantates profanes, à une ou deux voix, sur des sujets souvent inspirés de la légende gréco-romaine, regroupées pour la plupart en cinq recueils :
  - Premier livre (1710) 
  - Deuxième livre (1713) 
  - Troisième livre (1716) 
  - Quatrième livre (1720) 
  - Cinquième livre (1726)
- des sonates pour violon et basse continue ;
- un livre de pièces de clavecin (1704) dans lequel il adopte la tradition du prélude non mesuré ;
- un livre de pièces d’orgue en deux suites (1710) où le charme mélodique l’emporte sur l’esprit religieux.

Ces deux recueils semblent destinés à ouvrir un cycle de pièces dans tous les tons, mais Clérambault ne leur donnera jamais de suite.
- des divertissements et des intermèdes pour le théâtre, dont la pastorale, de grandes dimensions, intitulée Le Triomphe d'Iris, dont les indications portées sur la partition donnent à penser qu'elle était prévue pour être représentée, avec danses et machines, mais nous ignorons tout des circonstances de composition et de représentation de cette pièce.

### Catalogue des œuvres
- L'amour piqué par une abeille C.1
- Le jaloux C.2
- Orphée C.3
- Polyphême C.4
- Médée C.5
- L'amour et Bacchus C.6
- Alphée et Aréthuse C.7
- Léandre et Héro C.8
- La musette C.9
- Pirame et Tisbé C.10
- Pigmalion C.11
- Le triomphe de la paix C.12
- Le bouclier de Minerve C.13
- Abraham C.14
- Apollon C.15
- Zéphire et Flore C.16
- L'isle de Délos C.17
- La mort d'Hercule C.18
- La muse de l'Opéra C.19
- L'amour guéri par l'amour C.20
- Apollon et Doris C.21
- Le soleil, vainqueur des nuages C.22
- Clitie C.23
- Les forges de Vulcain C.24
- Les francs masçons C.25
- Choeurs et intermèdes de l'idille de St Cyr C.26
- Choeurs de l'idille de St Cyr sur le départ du roi C.27
- Le triomphe d'Iris C.28
- Le triomphe de la vertu, ou Hercule vainqueur des plaisirs C.29
- Himne de Saint Louis C.30
- Idille sur la naissance de Nôtre Seigneur de Moreau C.31 (arrangement)
- Le retour du printemps (perdu) C.32
- 33 : Daphnis et Sylvie (perdu) C.33
- Air à boire : Enfin nos vœux sont satisfaits in C major C.34
- Air à boire : C'en est fait j'ai brisé ma chaîne in G major C.35
- Air italien : Vuol parlar il mio cuore in F major C.36
- Air à boire : Buveurs trop altérés in E minor C.37
- Ariette : Hélas! La pauvre fille in E minor C.38
- Air sérieux : Jugez de ma peine extrême in C minor C.39
- Air à boire : Réparons l'honneur de la treille en do mineur C.40
- Air à boire : Amis, le dieu du vin s'empresse en sol majeur C.41
- Canon: Vive le roi in C major C.42
- Suite pour clavecin No. 1 en do majeur C.43
- Suite pour clavecin No. 2 en C minor C.44
- Prelude pour clavecin in G major C45
- Organ suite of the first tone C.46
- Organ suite of the second tone C.47
- Chaconne for violin, viola da gamba and continuo in A major C.48
- Allemande for violin and continuo in A major C.49
- Menuet en rondeau for violin and continuo in A major C.50
- Sonata I in G major "L'anonima" C.51
- Sonata II in G major "La félicité" C.52
- Sonata III in B flat major "L'abondance" C.53
- Sonata IV in F major "Symphonia" C.54
- Sonata V in D major C.55
- Sonata VI in C major "L'impromptu" C.56
- Sonata VII in E minor "La magnifique" C.57
- Motet pour le jour de Noël in A major C.58
- Motet pour le dimanche de la quinquagezime in E minor C.59
- Motet pour le lundy qui précède le caresme in A major C.60
- Motet pour le mardy qui précède le caresme in D minor C.61
- Motet de la Sainte Vierge in C minor C.62
- Motet pour le roy in D minor C.63
- Motet pour l'ascension in B flat major C.64
- Motet du Saint Esprit in E minor C.65
- Motet du Saint Sacrement in E minor C.66
- Motet du Saint Sacrement in D major C67
- Motet du Saint Sacrement in G major C.68
- Motet pour le bienheureux Vincent de Paul in A major C.69
- Stabat mater in B flat major C.70
- Motet pour Sainte Françoise in A minor C.71
- Motet pour Saint Joseph in G major C.72
- Motet pour le saint jour de Pâques in F major C.73
- Motet pour l'ascension in F major C.74
- Motet pour la fête de la Sainte Trinité in F major C.75
- Motet de Saint Jean Baptiste in G major C.76
- Motet de Saint Roch in G major C.77
- Motet pour le bienheureux Vincent de Paul in C major C.78
- Motet pour les Saints Anges in F major C.79
- Motet de Saint Denis in C minor C.80
- Motet pour la fête de tous les saints in B flat major C.81
- Motet pour les apostres in A minor C.82
- Motet du Saint Sacrement in A minor C.83
- Motet du Saint Sacrement in G major C.84
- Motet du Saint Sacrement in F major C.85
- Motet du Saint Sacrement in D minor C.86
- Motet du Saint Sacrement in D major C.87
- Motet de la Sainte Vierge in A major C.88
- Motet de la Sainte Vierge in G minor C.89
- Motet de la Sainte Vierge in G major C.90
- Motet de la Sainte Vierge in D major C.91
- Motet de la Sainte Vierge in C minor C.92
- Motet de la Sainte Vierge pour le caresme in G minor C.93
- Motet de la Sainte Vierge pour le tems de pasques in G major C.94
- Motet de la Sainte Vierge in A major C.95
- Motet de la Sainte Vierge in D minor C.96
- Domine salvum in A minor C.97
- Domine salvum in F major C.98
- Cantique des anges in D major C.99
- Antienne à la Sainte Vierge pour le temps pascal in G major C.100
- Motet de Saint Benoit in G major C.101
- Motet de Saint Bernard in G major C.102
- Motet de Saint Michel in D major C.103
- Antienne à la Sainte Vierge in G minor C.104
- Motet de Saint Dominique in G major C.105
- Motet du Saint Sacrement in F major C.106
- Motet de Saint Jean l'Evangéliste in A major C.107
- Motet de Saint Augustin in D minor C.108
- Motet de la Sainte Vierge in C minor C.109
- Motet du Saint Sacrement in A major C.110
- Motet pour la fête de l'assomption in D major C.111
- Motet de Saint Sulpice in D major C.112
- Motet de Saint Pie in D major C.113
- Salve regina in E minor C.114
- Motet de Sainte Chantal in A major C.115
- Miserere à 3 in G minor C.116
- De profundis clamavi in D minor C.117
- Ecce quam bonum in G major C.118
- Dominus quis habitabit in A major C.119
- Judica me Deus in G minor C.120
- 121: Exaltabo te Domine in A major
- 122 : Exultate Deo in G major
- 123 : Miserere in C minor
- 124 : Motet de la Sainte Vierge in G minor
- 125 : Conturbatus est spiritus meus in C minor
- 126 : Motet de Saint Jean Baptiste in D major
- 127 : Motet de la Sainte Vierge in F major
- 128 : Motet du Saint Sacrement in D major
- 129 : Motet de Saint Sulpice in G major
- 130 : Viderunt te aquae Deus in E minor
- 131 : Motet du Saint Sacrement in C minor
- 132 : Antienne à la Sainte Vierge in C major
- 133 : Motet du Saint Sacrement in F major
- 134 : Motet du Saint Sacrement in A minor
- 135 : Motet de la Sainte Vierge in D minor
- 136 : Magnificat à trois parties in F major
- 137 : Te Deum in A minor
- 138 : Te Deum in C major
- 139 : Dixit Dominus in E minor
- 140 : Regina caeli in F major
- 141 : Exultate Deo in D major
- 142 : Audite gentes in D major
- 143 : Motet pour le sacré coeur de Jésus en la majeur
- 144 : Motet pour la nativité de Saint Jean Baptiste en sol majeur
- 145 : Motet pour Saint Sulpice in A major
- 146 : Motet pour le roy, la reine et le dauphin in A major
- 147 : Psaume 28 in C major
- 148 : Motet de Saint Sulpice in D major
- 149 : Motet pour la dédicace de l'église de Saint Sulpice in D major
- 150 : Motet pour la canonisation de Saint Pie in G major
- 151 : Motet de Saint Sulpice in B flat major
- 152 : Motet pour le roy in B flat major
- 153 : Pseaume 121 in C major
- 154 : Magnificat à trois parties in D minor
- 155 : Te Deum à trois parties in C major
- 156 : Motet du Saint Sacrement in A major
- 157 : Motet pour le roy in A major
- 158 : Motet pour le roy in G minor
- 159 : Motet pour le roy in E minor
- 160 : Stabat mater in B flat major
- 161 : Exaudiat in D minor
- 162 : Exaudiat in F major
- 163 : O sacrum convivium in A major
- 164 : Tantum ergo in A minor
- 165 : O salutaris hostia in E minor
- 166 : Adoramus te Christe in A minor
- 167 : Pie Jesu in C minor
- 168 : Litanies du sacré coeur de Jésus in C major
- 169 : Vovete et redite in G major
- 170 : Salve regina in D minor
- 171 : Motet pour la fête de la Sainte Trinité in G major
- 172 : Motet de Saint Augustin in F major (Nivers arr. Clérambault)
- 173 : O salutaris in A major (Nivers arr. Clérambault)
- 174 : Motet du Saint Sacrement in D major (Nivers arr. Clérambault)
- 175 : Motet du Saint Sacrement in G minor (Nivers arr. Clérambault)
- 176 : Motet du Saint Sacrement in A major (Nivers arr. Clérambault)
- 177 : Motet de la Sainte Vierge in A major (Nivers arr. Clérambault)
- 178 : Motet de la Sainte Vierge in A major (Nivers arr. Clérambault)
- 179 : Motet de la Sainte Vierge in D major (Nivers arr. Clérambault)
- 180 : Motet de la Sainte Vierge in A major (Nivers arr. Clérambault)
- 181 : Motet de la Sainte Vierge in D major (Nivers arr. Clérambault)
- 182 : Motet de la Sainte Vierge in F major (Nivers arr. Clérambault)
- 183–188 : 6 Leçons de ténèbres (perdus)
- 189 : O Filii (perdu)
- 190 : Laudemus cantemus (lost)
- 191 : L'histoire de la femme adultère
- 192 : Air spirituel: Vertus – Misères du pêché in C minor
- 193 : Air spirituel: Stance in A minor
- 194 : Air spirituel: Vertus – La résignation in F major
- 195 : Air spirituel: Le paradis in A major
- 196 : Airs spirituels: Louanges de Dieu in E minor
- 197 : Air spirituel: Mistères de Notre Seigneur J.C. – Moment in B flat major
- 198 : Air spirituel: Mistères de Notre Seigneur J.C. – Sa résurrection in B flat major
- 199 : Air spirituel: Vertus – Amour de la sagesse in C minor
- 200 : Air spirituel: Noël in G major
- 201 : Air spirituel: Vertus – L'innocence in G major
- 202 : Air spirituel: Cantique de Saint Bernard in G major
- 203 : Air spirituel: Vertus – L'education in G minor
- 204 : Air spirituel: Vertus – Respect dans le lieu saint in A minor
- 205 : Air spirituel: Noël in A major
- 206 : Air spirituel: Cantique in A minor
- 207 : Airs spirituels: Vices – Le libertinage in D minor
- 208 : Air spirituel: Sonnet de Des Barreaux in D minor
- 209 : Air spirituel: Vertus – La confiance in G minor
- 210 : Air spirituel: Vertus – La sagesse in E minor
- 211 : Air spirituel: Cantique de Saint Bernard in C major
- 212 : Airs spirituels : Louanges de Dieu in B flat major
- 213 : Airs spirituels : Mistères de Notre Seigneur J.C. – Sa circoncision in G major
- 214 : Airs spirituels : Les IV fins de l'homme – L'impie détrompé in B flat major
- 215 : Air spirituel : Les IV fins de l'homme – Fuite du tems in G major
- 216 : Air spirituel : Vertus – Prière dans la tentation in G minor
- 217 : Air spirituel : Stance – Mon coeur est accablé in G major
- 218 : Air spirituel : Ne cherchons plus que Dieu in G major
- 219 : Air spirituel : Stance – N'espérons plus mon âme in D minor
- 220 : Air spirituel : Stance – Objets lugubres et funèbres in D minor
- 221 : Air spirituel : Sur les O de Noël – O sapientia in D minor
- 222 : Air spirituel : Sur les O de Noël – O adonai in D major
- 223 : Air spirituel : Sur les O de Noël – O radix Jesse in F major
- 224 : Air spirituel : Sur les O de Noël – O clavis David in F major
- 225 : Air spirituel : Sur les O de Noël – O oriens in G major
- 226 : Air spirituel : Sur les O de Noël – O rex gentium en sol majeur
- 227 : Air spirituel : Sur les O de Noël – O Emmanuel in E minor
- 228 : Air spirituel : O vive flamme in A major
- 229 : Airs spirituels : Mistères de Notre Seigneur J.C. – Son incarnation en sol majeur
- 230 : Air spirituel : Stance – Pour un pécheur en do mineur
- 231 : Airs spirituels: Les IV fins de l'homme – La mort en si mineur
- 232 : Air spirituel: Stance – Quand je pense au Seigneur in G major
- 233 : Air spirituel: Mistères de Notre Seigneur J.C. – Sa mort in F major
- 234 : Air spirituel: Vices – L'oisiveté in A major
- 235 : Air spirituel: Sur les désirs de la mort in C minor
- 236 : Air spirituel: Les IV fins de l'homme – Le paradis in A major
- 237 : Air spirituel: Désir de la mort in B flat major
- 238 : Air spirituel: Stance – Vous me cherchez Seigneur in D minor
- 239 : Règles d'accompagnement

## Discographie
- Cantates, Pyrame et Thisbé, La Muse de l'opéra, La Mort d'Hercule, Orphée - Noémi Rime, soprano ; Jean-Paul Fouchécourt, ténor ; Nicolas Rivenq, basse ; Les Arts Florissants, dir. William Christie (Harmonia Mundi 1990)
- Orphée, Cyril Auvity, ténor, L'Yriade (Zig-Zag Territoires 2007)
- Léandre et Héro, Orphée, Symphonie à cinq in G minor, Sonata prima Anonima en sol majeur, Suite no 2 en ut mineur pour clavecin - Blandine Ranou, clavecin, Patrick Cohen-Akénine, violons, Les solistes du Concert Spirituel, dir. Hervé Niquet (Naxos 1996)
- Orphée, cantate, Sunhae Im, soprano, Akademie für Alte Musik (Harmonia Mundi 2017)
- Orphée, Médée, Rachel Yakar (soprano), Reinhard Goebel (violon), Wilbert Hazelzet (flûte), Charles Medlam (viole de gambe), Alan Curtis (clavecin), suites pour clavecin n° 1 et 2, Kenneth Gilbert (Deutsche Grammophon 1980/1982, Brilliant Classics, 2010)
- Livre d’orgue (avec celui de Du Mage) - Michel Chapuis, orgue Clicquot de la cathédrale de Poitiers (Astrée/Auvidis) 1970 report CD 1987
- Intégrale de l’œuvre pour clavier - Christine Gall, orgue Dom Bedos de Sainte-Croix de Bordeaux, clavecin J.Ph. Humeau (Coriolan 2017)
- Poliphème, La mort d'Hercule, La Magnifique symphonie VII, L'impromptu, symphonia VI, La félicité, symphonia II, L'abondance symphonia III, Luc Coadou, basse, Blandine Ranou, clavecin, Patrick Cohën-Akènine, violon, Les solistes du Concert Spirituel, dir. Hervé Niquet (Naxos 1996)
- Le Triomphe d'Iris (pastorale) - Le Concert Spirituel, dir Hervé Niquet (Naxos 1998)
- Les deux suites, André Isoir, orgue (Calliope 1999)
- Miserere, Suite du premier ton avec le Magnificat au chœur, Motet pour le Roy, la Reine, et le Dauphin, Pour un Salut du Saint Sacrement, Les Demoiselles de Saint-Cyr, dir et orgue Emmanuel Mandrin (2 CD Fnac musique 1993 / Virgin veritas 1998)
- Motets pour Saint-Sulpice, Il Seminario Musicale, dir. Gérard Lesne (Virgin 2000)
- Motet pour la canonisation de Saint Pie C.150, Panis Angelicus, motet du Saint Sacrement C.131, Motet à 3 voix tiré du psaume 76 C.130, Salve Regina, antienne à la Saint Vierge C.114, Monstra te esse matrem, antienne à la Sainte Vierge C.132, Magnificat à 3 voix et basse continue C.136, Sum tuum praesidium, antienne à la Sainte Vierge C.104, O piissima, o sanctissima mater, motet de la Saint Vierge C.135, Ensemble Sébastien de Brossard, dir, orgue et clavecin Fabien Armengaud (Paraty 2016)
- Pigmalion, cantate, Hugo Oliveira, Ludovice Ensemble (Ramée/Outhere 2001)
- L'Isle de Délos, cantate, Dorothée Leclair, soprano, Le Parlement de Musique, dir. Martin Gester CD K 617 2011
- Miserere, Le Poème Harmonique, dir Vincent Dumestre (Alpha 2014)
- Cantates françaises, Apollon, Le jaloux, L'amour guérit par l'amour, Pyrame et Thisbé, Reinoud Van Mechelin, ténor, A Nocte Temporis (Alpha 2017). Diapason d'or
- Léandre et Héro, cantate, Symphonia IVa, Symphonia II La félicité (extrait), Eva Zaïcik, mezzo-soprano, Le Consort (Alpha 2018)

## Hommages
L'astéroïde (14411) Clérambault est nommé en son honneur.